# برويل
برويل (بالألمانية: Brüel) هي بلدة ألمانية تقع في ألمانيا في مكلنبورغ فوربومرن.[بحاجة لمصدر] يقدر عدد سكانها بـ 3,022 نسمة .